# Thành phố Salt Lake
Thành phố Salt Lake (tiếng Anh: Salt Lake City) là thủ phủ và thành phố lớn nhất của tiểu bang Utah, Hoa Kỳ. Dân số của thành phố là 178.097 vào năm 2005 theo thống kê của Cục Thống kê Dân số Hoa Kỳ. Mới đầu có tên Great Salt Lake City theo Hồ Muối Lớn, thành phố được thành lập vào năm 1847 bởi một nhóm tín hữu Mặc Môn dẫn đầu là Brigham Young. Thành phố này chính là nơi đăng cai Thế vận hội mùa đông năm 2002.

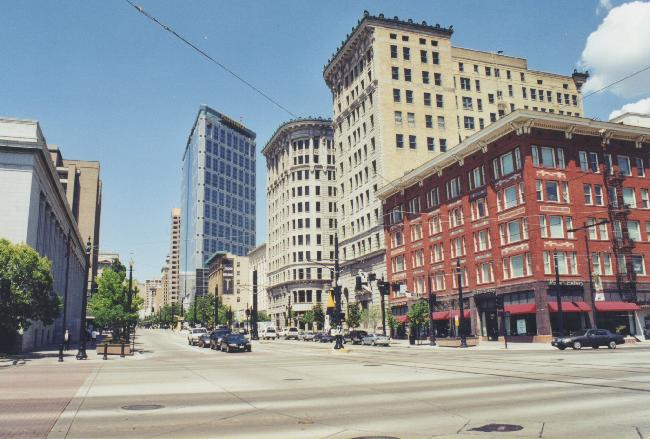
Trung tâm Salt Lake City

## Tham khảo

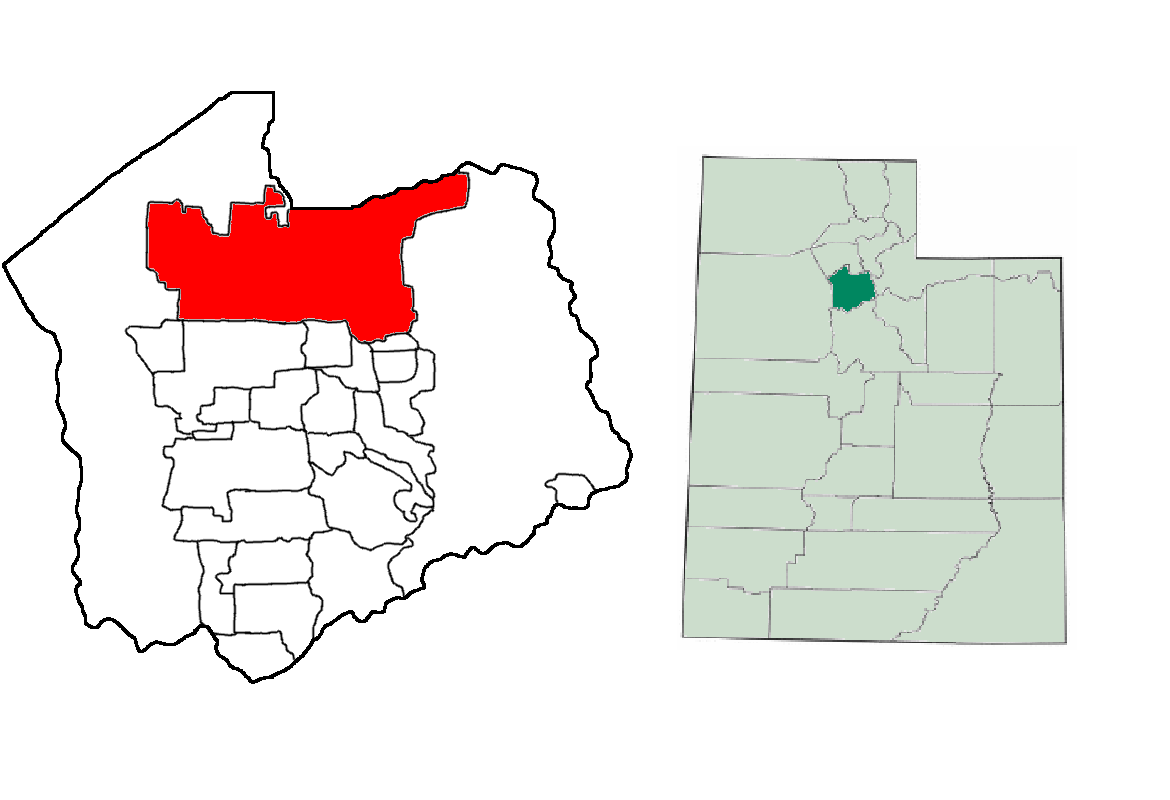
Vị trí của Salt Lake City, Utah